# Il flirt delle scimmie
Il flirt delle scimmie (Monkey Melodies) è un film del 1930 diretto da Burt Gillett. È un cortometraggio animato della serie Sinfonie allegre, prodotto dalla Walt Disney Productions e uscito negli Stati Uniti il 10 agosto 1930, distribuito dalla Columbia Pictures.